# Douglas Kipserem
Douglas Kipserem (* 20. November 1988) ist ein ehemaliger kenianischer Leichtathlet, der sich auf den Langstreckenlauf spezialisiert hat. 2016 wurde er in Durban Afrikameister im 5000-Meter-Lauf.

## Sportliche Laufbahn
Erste Erfahrungen bei internationalen Meisterschaften sammelte Douglas Kipserem im Jahr 2016, als er bei den Afrikameisterschaften in Durban in 13:13,35 min auf Anhieb die Goldmedaille im 5000-Meter-Lauf gewann. Es blieb seine einzige Meisterschaftsteilnahme, ehe er seine aktive sportliche Karriere 2022 im Alter von 34 Jahren beendete.

## Persönliche Bestzeiten
- 3000 Meter: 7:48,55 min, 18. Juli 2018 in Bellinzona
- 5000 Meter: 13:13,35 min, 26. Juni 2016 in Durban